# Paul Demange (haut fonctionnaire)
Pour les articles homonymes, voir Paul Demange et Demange.
Paul Demange est né le 4 juin 1906 à Sélestat et mort le 18 avril 1970 à Paris. Il est le fils de Paul Théodore Demange (1872-1935), greffier, qui avait épousé en 1902 à Sélestat Anna Stéphanie Loos (1879-1957). Pendant les premiers mois du régime de Vichy, sa carrière s'accélère et il occupe plusieurs fonctions majeures au sein du ministère de l'intérieur. Puis, devenu préfet en province et Île-de-France, il se rapproche de la Résistance, est arrêté en mai 1944 et déporté. À son retour, il reprend son parcours au sein de la haute-administration.

## Biographie
Ancien collaborateur de Georges Bonnet, ami du premier ministre de l'Intérieur du maréchal Pétain, Adrien Marquet, il doit à ce dernier une évolution rapide en début de carrière. À 33 ans, il est nommé directeur du personnel au ministère de l'Intérieur, puis, six mois plus tard, directeur du cabinet du ministre, et ainsi, une des plus hautes personnalités de l'administration, dans les premiers mois de ce régime de Vichy, où s'amorce la politique de collaboration en France. Il affirmera ultérieurement qu'Adrien Marquet était en complet désaccord avec le chef de l'État. Il recevra l'ordre de la Francisque.
Il est ensuite, successivement, préfet de :
- Saône-et-Loire (1942–1943). Il y aide la Résistance et est un de ceux qui tentent de faire évader Édouard Herriot interné à Marville[7].
- Seine-et-Marne (1943). Il met à nouveau ses fonctions à profit pour sauver des résistants et des réfractaires au Service du travail obligatoire. Il est arrêté par les Allemands en mai 1944, en tant que personnalité-otage, et déporté à Neuengamme, où il a une attitude héroïque[3]. Avec trois autres préfets, il refuse ce statut de personnalités-otages, non astreint au travail forcé, et rejoint les déportés ordinaires. Il est rapatrié en mai 1945.
- La Réunion (16 août 1947–1er juin 1950) : Paul Demange est le premier préfet nommé dans ce département créé en 1946. Il succède au dernier gouverneur, André Capagorry et s'emploie à lutter contre l'influence du Parti communiste français sur ce territoire[8],[note 1].
- Oran (1er juin 1950).
- Bas-Rhin (16 octobre 1951–21 janvier 1956).
- Seine-et-Oise (21 janvier 1956–1967).

Puis, en 1967, il est détaché en qualité de ministre d’État de la Principauté de Monaco.
Il est membre de la Légion d'honneur : chevalier (27 août 1949), officier (23 mai 1951, au titre de déporté), commandeur (10 décembre 1956), puis grand officier (1er janvier 1967). Il est aussi grand officier de l'ordre national du Mérite (1956). 
Une plaque commémorative a été scellée par la ville de Sélestat sur sa maison natale.

## Distinctions
- Grand officier de la Légion d'honneur
- Grand officier de l'ordre national du Mérite
- Ordre de la Francisque